# Älgaråsasjön
Älgaråsasjön är en sjö i Tibro kommun i Västergötland och ingår i Göta älvs huvudavrinningsområde. Sjöns area är 0,013 kvadratkilometer och den befinner sig 167 meter över havet.